# Шауэнбурги
Шаумбурги (нем. Haus Schaumburg) или (до 1485) Шауэнбурги (нем. Haus Schaeumburg) — владетельный дом вестфальских графов. Наряду со своим наследственным владением, графством Шаумбург, представители этого рода до начала XV века владели графством Гольштейн и его подразделениями: Гольштейн-Итцехо, Гольштейн-Киль, Гольштейн-Пиннеберг (до 1640 года), Гольштейн-Плён, Гольштейн-Зегеберг и Гольштейн-Рендсбург (до 1460 г.), а через него и герцогством Шлезвиг.

## История

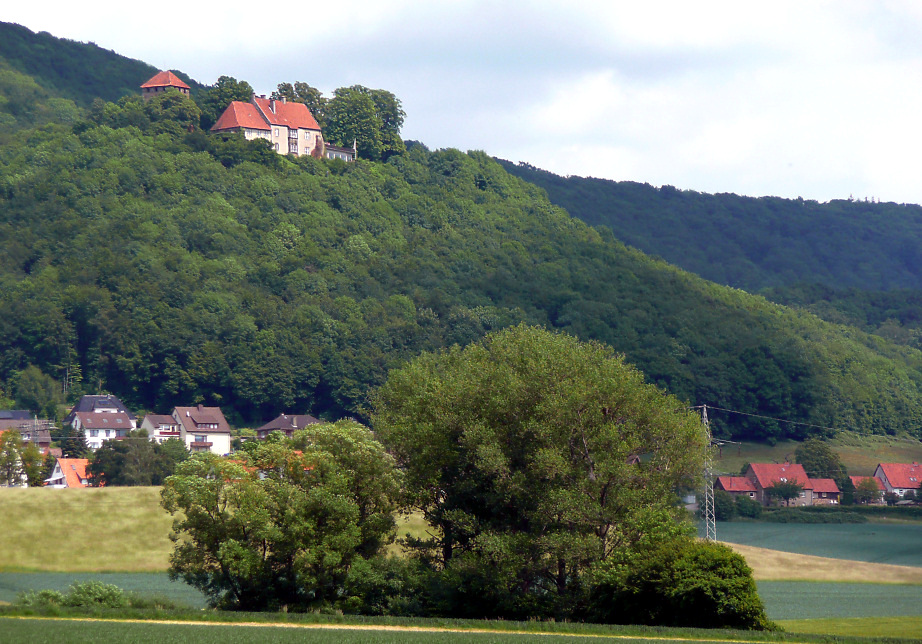
Замок Шаумбург

Дом Шаумбург получил своё название от замка Шаумбург недалеко от Ринтельна на Везере, владельцы которого стали называть себя господами (с 1295 графами) Шауэнбурга. Адольф I, вероятно, стал первым сеньором Шауэнбурга в 1106 году.
В 1110 году саксонский герцог Лотарь назначил Адольфа фон Шауэнбурга графом Гольштейна и Штормарна, причём его владения включали Гамбург. С этого назначения началось правление Шаумбургов в Гольштейне, продлившееся 350 лет. Адольф I умер в 1130 году, его наследником стал его сын Адольф II. В 1164 году Адольф II погиб в битве при Верхене. Главой рода стал сын Адольфа II Адольф III.

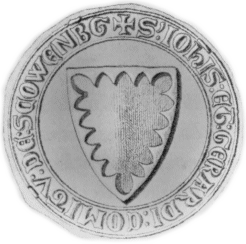
Графская печать времён Герхарда I и Юхана.

Хотя все, от Адольфа I до его внука Адольфа III, изначально не считали себя графами Гольштейна, так их называли современники. Титул графа впервые получил Адольф IV в 1225 году от своего предшественника, датского вассала графа Альбрехта Орламюнде. До начала правления Альбрехта только верхняя часть Гольштейна называлась «Гольштейн».
Гольштейн был оккупирован Данией после битвы при Стеллау (1201 г.), но был отвоеван графом Шауэнбургским и его союзниками в битве при Борнхёведе (1227 г.).
После смерти в 1640 году бездетного графа Отто V дом Шаумбург пресёкся. Графство Гольштейн-Пиннеберг было объединено с герцогством Гольштейн. Графство Шаумбург было разделено на три части: одна часть вошла в состав Брауншвейгского и Люненбургского княжества Люнебург, вторая стала графством Шаумбург-Липпе, а третья продолжила существовать под названием графство Шаумбург, находясь в личной унии с княжеством Гессен-Кассель.

## Список областей, управляемых Шауэнбургами
- Графство Шаумбург: ок. 1106—1640 (с Гольштейном, затем с Голштейн-Итцехо, а затем с Гольштён-Пиннеберг)
- Графство Гольштейн с Шаумбургом: 1110—1137; 1142—1203; 1227—1261
- Графство Гольштейн-Киль[англ.]: 1261—1390
- Графство Гольштейн-Итцехо[англ.], с Шаумбургом: 1261—1290 гг.
- Графство Гольштейн-Зегеберг: 1273—1315 гг. И снова 1397—1403 гг.
- Графство Гольштейн-Пиннеберг с Шаумбургом: 1290—1640 гг.
- Графство Гольштейн-Рендсбург: 1290—1459 гг.
- Герцогство Шлезвиг: 1326—1330 гг .; 1375—1459